# 第5回ニューヨーク映画批評家協会賞
第5回ニューヨーク映画批評家協会賞は、1939年の優秀な映画に贈られた賞である。1939年12月27日に発表された。

## 受賞
- 作品賞：
  - 嵐が丘

- 主演男優賞：
  - ジェームズ・ステュアート - スミス都へ行く

- 主演女優賞：
  - ヴィヴィアン・リー - 風と共に去りぬ

- 監督賞：
  - ジョン・フォード - 駅馬車

- 外国映画賞：
  - Harvest（ フランス）